# Valea Mărului (okręg Bacău)
Valea Mărului – wieś w Rumunii, w okręgu Bacău, w gminie Lipova. W 2011 roku liczyła 53 mieszkańców.